# Le Fay-Saint-Quentin
 Le Fay-Saint-Quentin ist eine französische Gemeinde mit 529 Einwohnern (Stand 1. Januar 2022) im Département Oise in der Region Hauts-de-France. Sie gehört zum Arrondissement Beauvais und zum Kanton Mouy.

## Geographie
Die Gemeinde Le Fay-Saint-Quentin liegt im Zentrum des Départements Oise, rund zwölf Kilometer östlich von Beauvais. Das Gemeindegebiet ist fast waldlos und verfügt über keine oberirdischen Fließgewässer. Nachbargemeinden sind Haudivillers im Norden, Essuiles im Nordosten, Rémérangles im Osten, Bresles im Süden, Laversines im Südwesten sowie Fouquerolles im Westen.

## Bevölkerungsentwicklung
| Jahr                       | 1962 | 1968 | 1975 | 1982 | 1990 | 1999 | 2010 | 2021 |
| -------------------------- | ---- | ---- | ---- | ---- | ---- | ---- | ---- | ---- |
| Einwohner                  | 423  | 443  | 403  | 348  | 407  | 475  | 545  | 524  |
| Quellen: Cassini und INSEE |      |      |      |      |      |      |      |      |

## Sehenswürdigkeiten
- Kirche St-Laurent, seit 1929 als Monument historique eingetragen[1]
- Calvaire

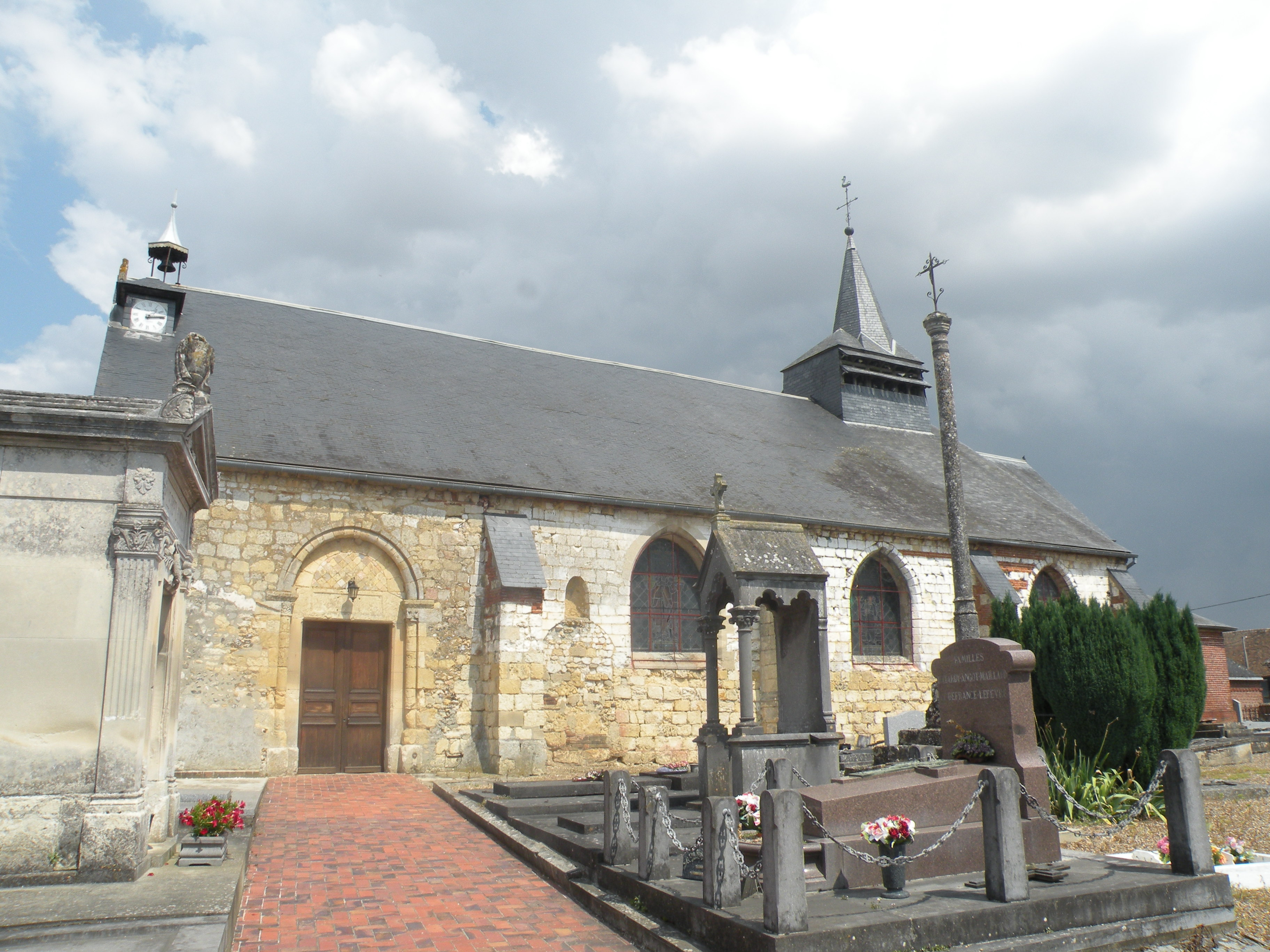
Kirche Saint-Laurent
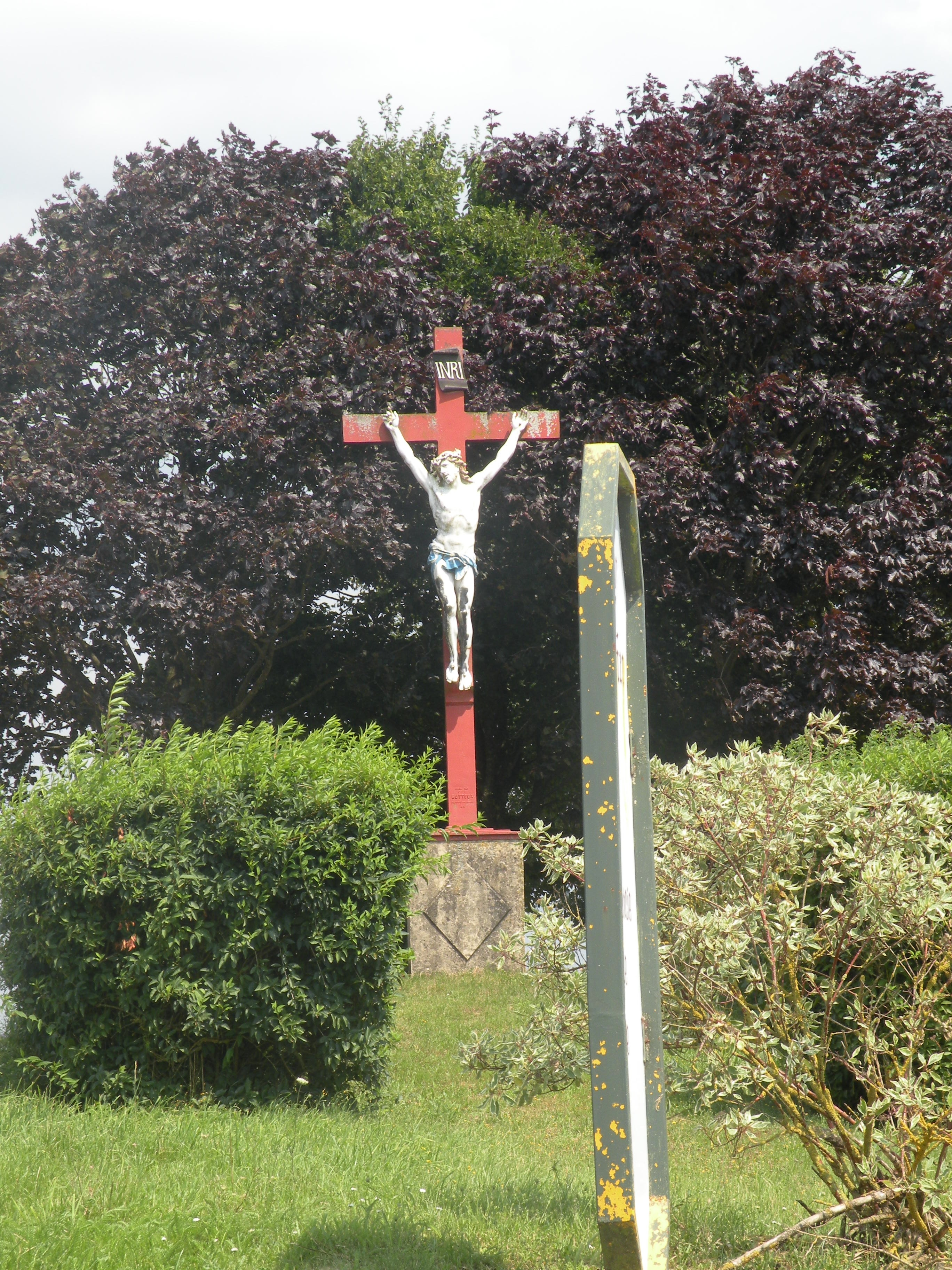
Calvaire
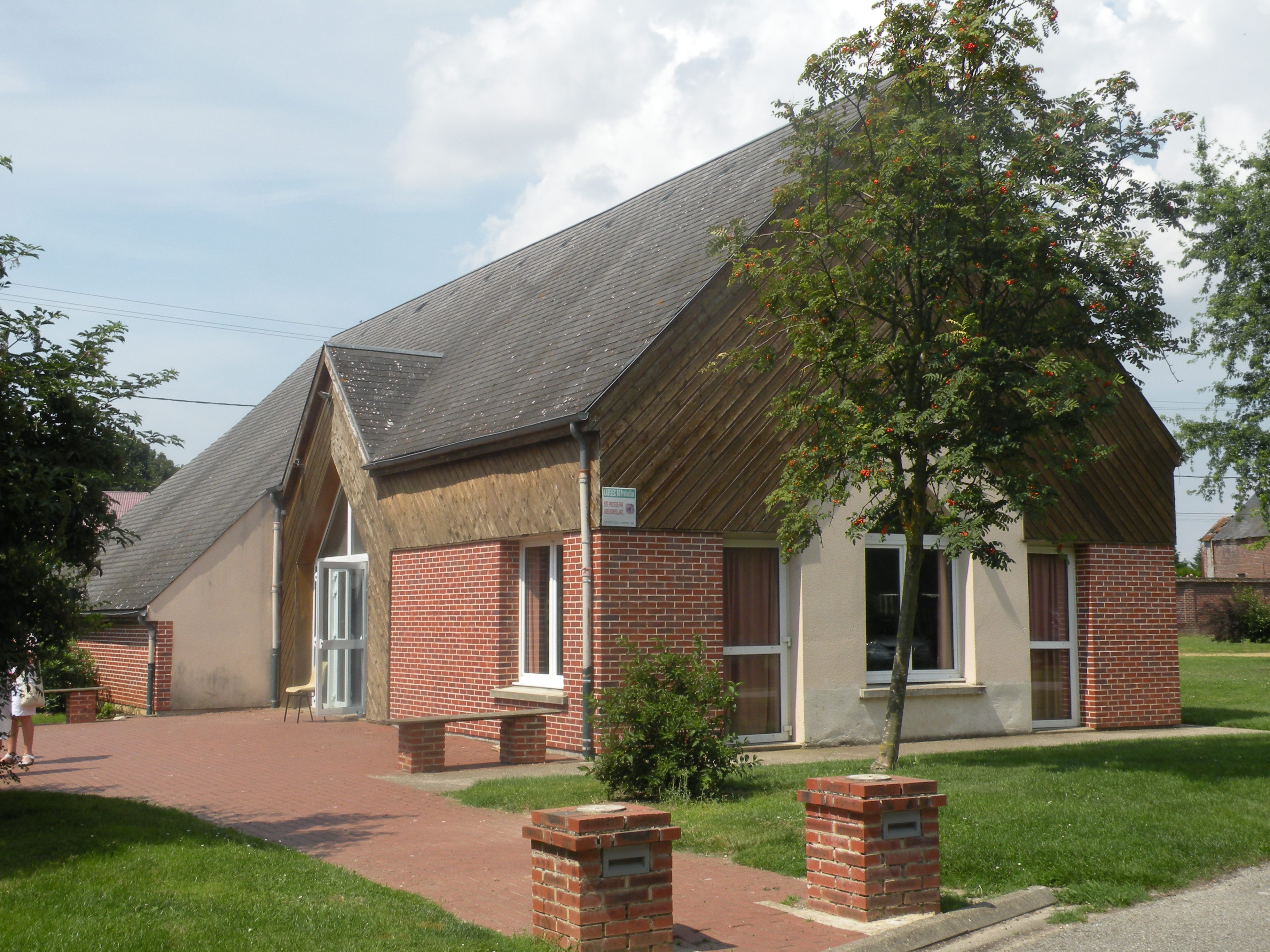
Gemeindefesthalle
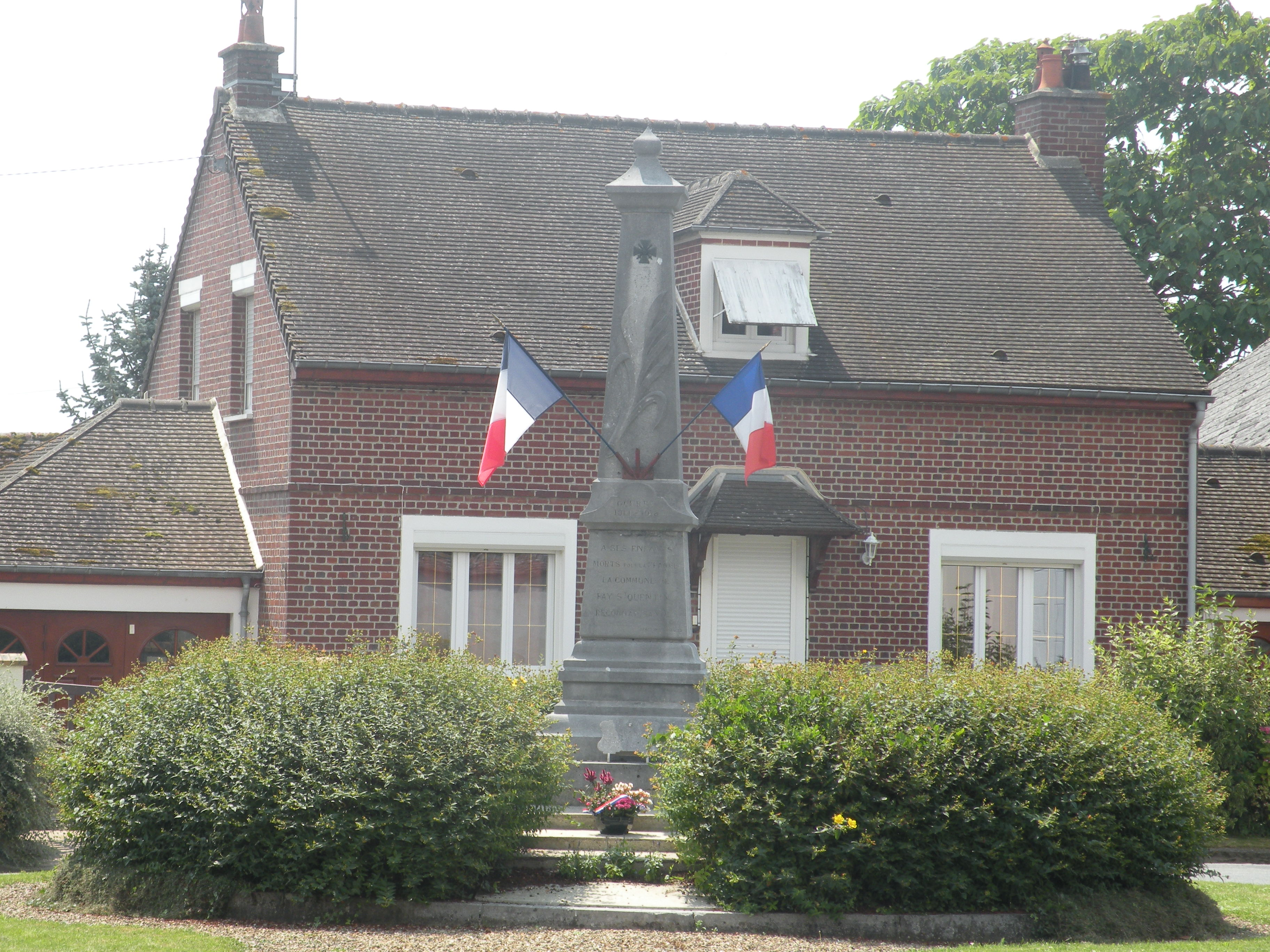
Gefallenendenkmal